# Bigode
João Ferreira også kendt som Bigode (4. april 1922 - 31. juli 2003) var en brasiliansk fodboldspiller (venstre back) fra Belo Horizonte. Han spillede ti kampe for det brasilianske landshold.
Bigode var en del af det brasilianske hold ved VM 1950 på hjemmebane. Her spillede han fem af brasilianernes seks kampe i turneringen, herunder den legendariske titelafgørende kamp mod Uruguay. Uruguay vandt kampen, der blev spillet foran ca. 200.000 tilskuere på Maracanã i hvad der fortsat regnes som den mest velbesøgte fodboldkamp i historien, og sikrede sig dermed også landets anden VM-titel.
Bigode var også med til at vinde guld ved det sydamerikanske mesterskab i 1949.

## Titler
Sydamerikansk mesterskab
- 1949 med Brasilien